# Elvira Madrid Romero
Elvira Madrid Romero (Ciudad de México, 1967) es una activista dedicada a la defensa y promoción de los derechos humanos de trabajadoras sexuales. Es fundadora de la organización Brigada Callejera de Apoyo a la Mujer Elisa Martínez A.C.

## Activismo
Estudió sociología en la Facultad de Ciencias Políticas y Sociales en la Universidad Nacional Autónoma de México (UNAM). Es la séptima de ocho hijos en un hogar proletario.
En 1989 se dio su primer encuentro con trabajadoras sexuales mientras participaba como asistente en un proyecto de investigación sobre sociología de la prostitución. Durante su investigación notó que nadie ayudaba a las trabajadoras sexuales si se enfermaban o incluso si estaban a punto de morir. Comenzó dedicando dos horas diarias para hacer trabajo en las calles, a asesorar en derechos humanos, prevención de VIH. Al término de la licenciatura decidió dedicar toda su vida a luchar por los derechos de las trabajadoras sexuales.
Ella ha explicado que su trabajo va más allá de hablar con las trabajadoras sexuales. Significa buscarlas cuando están detenidas, visitarlas en el hospital, ayudarlas mientras son atendidas en centros de salud, socorrer a sus hijos e incluso organizar el funeral de alguna trabajadora sexual muerta.

### Brigada callejera de apoyo a la mujer Elisa Martínez
Se fundó en 1995 por cuatro ex estudiantes de sociología, entre ellos Elvira Madrid Romero, su esposo Jaime Montejo, y su hermana, Rosa Icela Madrid Romero. Elvira fue seleccionada para cumplir el rol de presidenta por su coraje y empatía con las trabajadoras sexuales. La organización se encarga de promover los derechos de este sector, incluyendo a personas transgénero, además de combatir la trata de personas y prevenir el VIH y el SIDA.
El nombre Elisa Martínez se añadió años después en memoria de una trabajadora sexual que conocieron durante su investigación como estudiantes y que murió de SIDA.
La oficina de esta organización se encuentra en el barrio La Merced, considerado uno de los principales polos de trabajo sexual en la capital del país. Funciona como centro de atención médica gratuito o a bajo costo en el que se ofrecen servicios como pruebas de embarazo o de VIH, acupuntura, alfabetización y apoyo psicológico, así como la venta de lubricantes y preservativos. Brigada Callejera utiliza métodos innovadores para brindar información a las trabajadoras sexuales como la distribución de libros de historietas describiendo los derechos de las trabajadoras sexuales y los riegos de su trabajo.
En diciembre de 2020 hicieron un recuento de las trabajadoras sexuales y notaron un incremento del 100%. Al investigar las causas se dieron cuenta de que el aumento fue a causa de la pérdida de empleo de las mujeres. Su investigación arrojó que el control sanitario impuesto durante la pandemia de COVID-19 servía para extorsionar la sentencia 102/2013 que reconoce el trabajo sexual como no asalariado y deja de asumirlo como trata de personas, así como la capacidad de organización que permite que las denuncias se interpongan desde la colectividad.
En 2022 denunciaron que miembros del crimen organizado amenazaron a las trabajadoras con cobrar derecho de piso.

## Amenaza de muerte
En 2019 informó que recibió una amenaza de muerte por parte de una mujer en la Zona Galáctica, en Tuxtla Gutiérrez mientras realizaba una visita para asesorarse sobre las condiciones de salud que mantienen las trabajadoras sexuales. Expresó que la amenaza vino por parte de una mujer llamada Karla oriunda de la Ciudad de México y quien junto a una persona se han adueñado de varios módulos de la zona de tolerancia del barrio La Merced.